# 다물단
다물단은 친일파와 밀정 등을 처단하거나 독립군자금 모금활동을 하는 등 의열투쟁 단체다. 단장은 황익수. 평북 의주 출신 일제의 고급 밀정 김달하를 처단한 것으로 유명하다. 김달하는 1925년 3월30일 박용만의 귀순공작을 시도한 혐의로 다물단과 의열단에 의해 피살됐다.

## 상세
다물단(단장 황익수)은 친일파와 밀정 등을 처단하거나 독립군자금 모금활동을 하는 등 의열투쟁 단체다. 신채호·유자명이 관여한 무정부주의 성향의 조직이었다. 다물단이라는 조직 명칭에는 용감·전진·쾌단 등의 의미와 ‘빼앗긴 것을 되찾는다’는 의미가 담겨 있는데, 1931년 체포된 다물단 단원 이우민의 일제 신문기록에 따르면 “입을 다물고 실행한다”는 의미도 담겨 있었던 것으로 보인다. 이회영·신채호 등의 지도로 이석영의 아들 규준, 이회영의 장남 규학, 그리고 이상춘 등 청년들이 유자명과 협의해 다물단을 조직했다. 다물단의 주요 목표 중 하나는 친일파와 밀정을 처단하는 것이었는데, 밀정 김달하를 처단하면서 이회영과 가족들이 위험에 처하기도 했다.
평북 의주 출신 일제 밀정 김달하를 처단한 주체가 다물단으로 알려져 있다. 김달하는 외아문(통리아문) 주사 출신으로 1906년 관서지방 출신들을 중심으로 서울에서 서우(西友)학회가 조직되자 참여했다. 애국계몽운동 단체인 서북학회 총무를 지냈는데, 대한제국이 멸망하자 중국으로 건너가 1913년 조선총독부 밀정이 돼 북경에서 일제 앞잡이 노릇을 했다. 그는 초기 중화민국 총리를 지내기도 한 북양군벌의 거두 돤치루이의 비서로 있으면서 또 다른 고급 밀정 정운복(초대 서북학회 회장)과 연계해 10여년간 암약하면서 많은 청년들에게 피해를 입히고 있었다. 그는 만주와 중국에 일제 밀정으로 활동하면서 독립운동가와 독립단체에 접근하여 정보를 캐내어 일제에 알려주거나 밀고하고, 이들을 회유하는 반민족 행위를 했다. 김달하는 북경에서 독립운동가들에게 접근하여 수많은 정보를 빼돌려 동지와 민족을 팔아먹고 혁명운동을 파괴하던 인물이다. 심산 김창숙과 우당 이회영 등에 접근하려다 밀정임이 드러났다. 1925년 3월30일 박용만의 귀순공작을 시도한 혐의로 독립운동 단체인 다물단과 의열단 단원들에 의해 처단됐다.
김달하의 처단에는 의열단의 이종희와 이기환, 다물단의 최주영과 이규준이 함께한 것으로 알려져 있다. 김달하가 처단된 직후 동아일보는 “밀정, 필경 피살”(1925년 4월4일)이라는 제목으로 이 사건을 보도했다.일제 치하 항일독립운동가들에게 밀정의 존재는 공개적인 탄압과 토벌 못지않은 실질적 위협이었다. 극한 환경에서 동지조차 믿지 못하고 서로 의심하게 만든다는 점에서 일제 고등경찰보다 더 악랄했다. 항일 독립활동가들에겐 더 큰 증오와 경멸의 대상이었다. 김달하는 북경에서 독립활동가들에게 접근하여 수많은 정보를 빼돌려 동지와 민족을 팔아먹고 혁명운동을 파괴했던 인물이다. 그러다가 의열단 단원들에 의해 비참하게 처단된 것으로 역사는 기록하고 있다.

## 같이 보기
- 독립운동
- 의열단
- 일제강점기